# Madaras
Madaras là một thị trấn thuộc hạt Bács-Kiskun, Hungary. Thị trấn này có diện tích 49,3 km², dân số năm 2010 là 3051 người, mật độ 62 người/km².